# تعاون حسن النية (كتاب)
تعاون حسن النية ( ثقافة ويكيبيديا) هو كتاب أصدر جوزيف مايكل عام 2010، ويهدف الكتاب إلى التعاون مع مواضيع ويكيبيديا ومجتمع ويكيبيديا. نُشر الكتاب لأول مرة في 27 من أغسطس 2010 من خلال مطبعة معهد ماساتشوستس للتكنولوجيا ويحتوي على مقدمة كتبها لورنس ليسيج. والكتاب عبارة عن دراسة إثنوغرافية لتاريخ ويكيبيديا، وحياتها الحقيقية وسلائفها النظرية، وثقافتها بما في ذلك إجماعها وممارساتها التعاونية.
وصف الكتاب بأنه دراسة إثنوغرافية رائدة لثقافة ويكيبيديا. حيث لخص أطروحة ريجل الرئيسية على أنها حجة مفادها أن "نجاح ويكيبيديا قد يكون أقل تكنولوجيًا من نتيجة مجتمع ويكيبيديا ومعاييرهم الثقافية".

## تاريخ النشر
"التعاون بحسن نية" مبني على أطروحة دكتوراه لـ ريجل. فهو مؤلف الكتاب والباحث المتخصص في علم اجتماع الإنترنت، كما أنه متطوع في ويكيبيديا. اعتمد ريجل في مؤلفه على الوثائق التي ينتجها مجتمع ويكيبيديا، مثل "صفحات المحتوى، وصفحات المناقشة، والقوائم البريدية، والنشرات الإخبارية، واللقاءات".
نشر الكتاب في عام 2010 بواسطة مطبعة معهد ماساتشوستس للتكنولوجيا. وفي سبتمبر 2011، أصدرت نسخة الويب من الكتاب بموجب ترخيص المشاع الإبداعي حيث تم إجراء الترخيص والترجمة باللغة اليابانية على "جيثب".

## ملخص
يتكون الكتاب من 8 فصول مع تمهيد بقلم لورنس ليسيج.
يبدأ الكتاب بالفصل الأول، "النازيون والأعراف"، الذي يقدم لمحة عامة عن النص، ومنهجية المؤلف. وفي الفصل الثاني، "السعي وراء الموسوعة العالمية"، حيث يستكشف ريجل تاريخ الموسوعات والتعاون المجتمعي، مع التركيز على القرن العشرين وما تلاه. كما يذكر ريجل أمثلة محددة مثل إتش جي ويلز، والمستودع العالمي لـ "بول أوتليت"، والممارسات التعاونية لـ "الكويكرز.
عنوان الفصل الثالث "التعاون بحسن النية"، والفصل الرابع "لغز الانفتاح"، تليها الأجزاء الإثنوغرافية من الكتاب. حيث تناقش هذه الفصول الأسباب التي جعلت ويكيبيديا تحقق الغرض المقصود منها؛ وتتضمن هذه الأسباب تأثيرات السياسات الأساسية للمشروع، مثل "وجهة النظر المحايدة" و"لا أبحاث أصيلة"، و"قابلية التحقق"، وكل ذلك أصبح ممكنًا بفضل "حسن النية"، والمتمثل في فضائل مثل "افتراض أفضل ما لدى الآخرين، والصبر، والكياسة، والفكاهة". ويشير عنوان الكتاب نفسه إلى سياسة ويكيبيديا "افترض حسن النية" (AGF)؛ حيث يرى ريجل أن هذه السياسة كانت مفتاحًا لنجاح مشروع ويكيبيديا. ويتناول الفصل الرابع أيضًا قضايا الترخيص، وكذلك ما إذا كان يمكن لأي شخص تحرير كل شيء في ويكيبيديا، والخيارات المتاحة لأولئك الذين لا يوافقون على ذلك.
ويركز الفصلان التاليان على عملية صنع القرار داخل ويكيبيديا. أما الفصل الخامس، "تحديات الإجماع"، فيناقش طبيعة اتخاذ القرار بالإجماع داخل ويكيبيديا. والفصل السادس، "الدكتاتور الخيري"، ويناقش دور جيمي ويلز (جيمبو)، وهو المؤسس المشارك للمشروع، بالإضافة إلى عناصر أخرى أقل شهرة في التسلسل الهرمي لويكيبيديا، مثل المسؤولون، ولجان التحكيم، ومجلس أمناء مؤسسة ويكيميديا.
وفي الفصل السابع، "القلق الموسوعي"، يحلل ريجل المناقشة الشعبية والنقدية لويكيبيديا، بما في ذلك تلك المتعلقة بالمخاوف بشأن "الهواة" السائدة في المشروع.

## الاستقبال
كتب "ويليام س. كوينسكي"، في مراجعة لكتاب مجلة الساحل الشمالي المنشور في عام 2010، أن "ما يفعله هذا الكتاب بشكل جيد هو وصف كيفية عمل ويكيبيديا وما هي القضايا التي نشأت... وهذا قد يظل أفضل فرصة للتعرف على هذا المشروع الرائع".
قال "كوري دكتورو"، في مراجعة عام 2010 على بوابة بيونغ، إن ريجل "يقدم حجة مقنعة مفادها أن الجانب الأكثر روعة وغير المسبوق في ويكيبيديا ليس الموسوعة نفسها بل الثقافة التعاونية التي يدعمها: كالمشاجرة، والانعكاس ذاتي، والمضحك، والجاد، والملتزم بالكامل بالمشروع".
كما راجع الكتاب أيضًا ر. ستيوارت جيجر في منصة "اللافتة" في ذلك العام. وأثنى على المؤلف لمشاركته في مشروع ويكيبيديا، والذي سمح له بإنشاء عمل "يتجاوز بكثير معظم الروايات المكتوبة عن ويكيبيديا، ومع الإصرار على دراسة ويكيبيديا وفقًا لشروطهم الخاصة". وأشار جيجر إلى أن الكتاب "مكتوب بشكل جيد، وذو مصادر جيدة، ومحايد؛ وهو أمر أوصي به والدتي". وأشار أيضًا إلى أن الكتاب قد حظي بإشادة مديرة مؤسسة ويكيميديا سو جاردنر في مدونتها.
وأشار "همفريز لي"، بمراجعة كتاب مجلة الاتصالات في عام 2011، إلى أنه أضاف "مرحب بها" إلى مجموعة الأدبيات الإثنوغرافية حول الوسائط الرقمية الجديدة. وأشار إلى أن الكتاب يركز على إنتاج ويكيبيديا وليس استهلاكها وشدد على الأهمية التاريخية لتقنية ويكي التي كانت ضرورية لتطوير مشروع ويكيبيديا. كما وأشار إلى أن الكتاب "يعد مساهمة مهمة في فهم الثقافة التعاونية للإنتاج الإعلامي ومجتمع المحتوى المفتوح".
وكتب "جيف لوفلاند"، في مراجعته المنشورة عام 2011 في مجلة حوليات العلوم، أن الكتاب به "نقطة ضعف رئيسية واحدة، وهي على وجه التحديد في السياق التاريخي"، ولكنه أشاد به باعتباره مقدمة فعلية لويكيبيديا. واستكشافه الموضوع "الثاقب والمفيد" للإثنوغرافيا في ويكيبيديا.
كما وأشار "بول يونغكويست"، في مراجعته لعام 2011 لـ سيمبلوكي، إلى أن الكتاب يستحق التوصية "لأي شخص مهتم بتاريخ تكنولوجيا المعلومات وأشكالها الجديدة من الوكالة الجماعية".
راجع "خوسيه كارلوس ريدوندو أولميديلا" كتاب "مجتمع المعلومات" في عام 2012، وكتب: "يقدّم كتاب ريجل عن ثقافة ويكيبيديا وصفًا دقيقًا لهذه الظاهرة الاجتماعية والثقافية والاجتماعية والتكنولوجية التي تمثلها ويكيبيديا" وخاصة أنها "بالتأكيد قراءة ممتازة وممارسة بارعة للشفافية".
وأشارت "أوليفيا أوكسييه"، التي كتبت مراجعة لـ "المجلة الدولية للاتصالات" في عام 2013، إلى أن "كتاب ريجل وصفي في الغالب ولكنه يقدم بعض الأفكار النظرية حول المشكلات التي واجهتها ويكيبيديا في وقت مبكر وأنها ستستمر في المواجهة".
وفي مراجعة "مايو فوستر موريل" لعام 2013 في مجلة المعلومات والاتصالات والمجتمع، أشاد بكتاب ريجل لريادة دراسة ويكيبيديا باستخدام نهج إثنوغرافي، "لا سيما فيما يتعلق بثقافته" والخصوصية التاريخية.
أما في مراجعة "كريج هايت" لعام 2013 لـ وسائل الإعلام الدولية أستراليا، أشار إلى أن "هذا تحليل مفصل ومقنع لطبيعة مجتمع ويكيبيديا، وإضافة قيمة للحسابات النقدية والعاكسة للتطورات التكنولوجية والاجتماعية والسياسية. وأبعاد المنابر الإعلامية المعاصرة".
وكتب "بيوتر كونيكزني"، وهو يراجع كتاب "القوى الاجتماعية" في عام 2014، أنه على الرغم من أن الكتاب قد لا يتناول جميع الجوانب المحتملة لمشروع ويكيبيديا، إلا أنه "اكتسب مكانة كلاسيكية في دراسات ويكيبيديا، وعلى الأرجح، فهو في الكتب المخصصة لمجتمعات المحتوى المفتوح والإثنوغرافيا عبر الإنترنت.

## روابط خارجية
- Good Faith Collaboration in the مكتبة الكونغرس Online Catalog
- Online copy of Good Faith Collaboration—Web-based open content book released under a CC-BY-NC-SA license
- نسخة عبر الإنترنت من Good Faith Collaboration  - كتاب محتوى مفتوح على الويب تم إصداره بموجب ترخيص CC-BY-NC-SA
- الموقع الرسمي
- Good Faith Collaboration في كتب جوجل
- حسن النية التعاون  في مكتبة الكونغرس على الإنترنت
- مراجعة كتاب من إعداد ر. ستيوارت جيجر ، في ويكيبيديا ، (مؤرخة 4 أكتوبر 2010)